# Ghartichhap
Ghartichhap (nep. घर्तीछाप) – gaun wikas samiti w środkowej części Nepalu w strefie Bagmati w dystrykcie Kavrepalanchok. Według nepalskiego spisu powszechnego z 2001 roku liczył on 379 gospodarstw domowych i 2623 mieszkańców (1283 kobiet i 1340 mężczyzn).